# Dieter Glawischnig
Dieter Glawischnig (* 7. März 1938 in Graz) ist ein österreichischer Jazzmusiker (Piano, Komposition, Posaune, Bandleader) und Hochschulprofessor.

## Leben
Nach seinem Studium an der Universität für Musik und darstellende Kunst Graz (neben den Instrumenten auch Dirigieren und Musikwissenschaft) arbeitete Glawischnig ab 1963 als Posaunist ohne Festanstellung im Österreichischen Rundfunkorchester. Anschließend war er in der Grazer Oper als Korrepetitor tätig und leitete von 1968 bis 1975 die Jazzabteilung der Musikhochschule Graz. Glawischnig übernahm 1973 in Hamburg die Leitung der damaligen NDR-Studioband, entwickelte sie ab 1980 zur NDR Bigband weiter und rettete sie vor der Auflösung. Von 1982 bis zu seiner Emeritierung 2003 hatte er eine Professur an der Musikhochschule der Hansestadt inne und baute dort nach Grazer Vorbild eine Jazzabteilung auf. Der NDR Bigband stand er als Chefdirigent bis 2008 vor.
1974 gründete er mit Ewald Oberleitner und John Preininger die Band The Neighbours, mit der er eine Synthese aus frei improvisierten und auskomponierten Elementen anstrebt und die national wie international zahlreiche Tourneen und Festivaleinladungen absolviert. Glawischnig wirkte dort unter anderem mit Fred Anderson, Anthony Braxton, Karl Berger, Gerd Dudek, Albert Mangelsdorff und John Surman zusammen.
Glawischnig ist an einem gleichberechtigten Umgang von Text und Musik besonders interessiert, wobei er auf eine Integration der Ausdrucksbereiche beider Bereiche abzielt  (anstelle eines nach seiner Ansicht häufig beziehungslosen Nebeneinander von Jazz & Lyrik). Der Sprecher ist dabei gleichwertiger Solist, die improvisierenden Spieler agieren mit dem Sprecher auf gleicher Augenhöhe. Glawischnig setzt sich immer wieder intensiv mit den Gedichten Ernst Jandls auseinander. Seine Komposition „Aus der Kürze des Lebens“ hat er 1989 mit der NDR Bigband und den Solisten Manfred Schoof, Christof Lauer, Conny Bauer, Andreas Schreiber, John Marshall und Ernst Jandl als Sprecher aufgeführt. Mit Schreiber und Marshall arbeitet er auch in seiner Duo- und Trio-Gruppe Cercle zusammen, die in der Vergangenheit für Rezitationen zusätzlich um den inzwischen verstorbenen Dietmar Mues als Sprecher verstärkt wurde. Nach Texten von Gunter Falk schrieb er das Stück Als die Synagogen brannten zum 50. Jahrestag der sogenannten Reichskristallnacht.
Sein Sohn Hans Glawischnig ist gleichfalls Jazzmusiker.

## Diskographische Hinweise
- Neighbours Live, 1975
- Great Neighbours Music, 1979
- laut und luise – aus der kürze des lebens ernst jandl mit dieter glawischnig und der ndr bigband, 1995

## Auszeichnungen
- 2024: Andrzej-Dobrowolski-Kompositionspreis des Landes Steiermark[3]